# Jelcz-Laskowice
Jelcz-Laskowice, tyska: Jeltsch-Laskowitz, är en stad i sydvästra Polen, belägen i distriktet Powiat oławski i Nedre Schlesiens vojvodskap, 25 kilometer sydost om storstaden Wrocław. Tätorten hade 15 907 invånare i juni 2014 och utgör centralort i en stads- och landskommun med totalt 23 183 invånare samma år. Staden fick stadsrättigheter 1987, efter en fusion av de tidigare kommunerna Jelcz och Laskowice.

## Orter i Jelcz-Laskowices kommun
Följande mindre orter ingår i kommunen som kommundelar:
- Biskupice Oławskie
- Brzezinki
- Chwałowice
- Dębina
- Dziuplina
- Grędzina
- Kopalina
- Łęg
- Miłocice
- Miłocice Małe
- Miłoszyce
- Minkowice Oławskie
- Nowy Dwór
- Piekary
- Wójcice

## Näringsliv
I Laskowice grundades 1952 vid de tidigare Berthaverken bilfabriken Zakłady Samochodowe Jelcz, som fram till konkursen 2008 tillverkade bussar och tidigare även lastbilar av märket Jelcz. Idag produceras bland annat dieselmotorer för Toyota här.